# Bucek Depp
Pour les articles homonymes, voir Depp.
Bucek Depp de son véritable nom Al Arthur Muchtar est un acteur, mannequin, aventurier, parapentiste et présentateur de programme de survivalisme indonésien.

## Biographie

### Enfance et formation
Bucek est né le 9 septembre 1973 à Jakarta, d'une mère néerlandaise et d'un père arabo-indonésien. Ses parents l'encourage dès son plus jeune âge à pratiquer différentes types d'exercices physiques. Bucek est adepte de nombreux sports tels que le VTT, le parapente, le deltaplane, le skateboard ou encore de l'escalade.
Il est le grand frère de l'acteur indonésien, Al Fathir Muchtar.
Sa vie personnelle chaotique et déstructurée ou encore ses changements de look extrême a souvent attiré l'attention des médias auprès du public indonésien[réf. nécessaire].
Il commence sa carrière au tout début des années 1990 en posant comme modèle pour des magazines de modes. Il devient par la suite acteur en accumulant les petits rôles dans des séries télévisées principalement avant de se consacrer dans les années suivantes au monde du cinéma.
Depuis la fin des années 2000, il s'est lancé dans la production d'émissions relatives au thème du survivalisme.

## Vie privée

### Mariage avec Titi DJ
Bucek se fiance en 1994 avec la chanteuse indonésienne Titi DJ, chrétienne à l'origine, elle se convertit à l'islam peu après au cours de la même année pour suivre la religion de son amant. Ils se sont par la suite mariés le 9 mai 1995. Il a fait une apparition au cours de la même année dans le clip vidéo d'une des chansons de son épouse, « Bintang Bintang » (qui signifie Étoiles en indonésien) qui est la chanson phare de l'album qui porte le même nom. De cette union le couple eut des jumelles, Salwaa Chetizsa et Salmaa Chetizsa Muchtar qui sont nées le 23 novembre 1995, ainsi qu'un fils, Daffa Jenaro Muchtar qui est né le 17 juin 1997.
Mais le mariage ne dure pas par suite de difficultés financières et de divers problèmes internes au sein du couple, Titi DJ décide alors de quitter le foyer et réclame une demande de divorce qui sera promulguée après deux ans de mariage en décembre 1997. À la suite du divorce elle récupère la garde de leurs trois enfants. Interrogé en 2013 sur l'évolution de sa relation avec Titi depuis le divorce, il déclare qu'elle n'a connu à ce jour aucune amélioration.

### Mariage avec Unique Priscilla
Il se remarie le 6 janvier 2001, avec l'actrice Unique Priscilla qu'il avait rencontré en 1997 sur le tournage de la série Anak Menteng. Ces derniers étaient par la suite souvent apparus à l'écran ensemble depuis qu'il avait divorcé de Titi DJ, comme ce fut le cas un an après en 1998 dans le film Kuldesak ou encore dans la série Bingkisan Untuk Presiden ou la paire incarne un couple de trafiquants de drogue. Le second mariage fut cette fois ci interreligieux étant donné que Bucek est de confession musulmane et Priscilla de confession catholique,. De cette union le couple eût une fille, Arla Ailani Muchtar qui est née le 24 avril 2002.
Mais après la naissance de leur fille le ménage devient alors très vite orageux. Bucek commence à s'éloigner de plus en plus de la vie de famille et est alors de moins en moins présent pour s'occuper de ces proches au profit de ces loisirs personnels. D'autant plus que le couple est régulièrement exposé à des rumeurs d'infidélités de la part de ce dernier, même si Priscilla avait initialement affirmée à plusieurs reprises qu'elle refusait d'y croire.
Après six ans de mariage, Unique Priscilla réclame une demande de divorce le 24 mai 2007 au motif que Bucek ayant quitté le foyer n'ait plus donné de signe de vie durant les cinq derniers mois. Bucek finit néanmoins par rentrer à Jakarta pour officialiser le divorce le 24 juillet 2007 et Priscilla a obtenu à l'issue de la procédure, la garde exclusive de leur fille.

## Filmographie
- 1991 : Sekretaris
- 1991 : Pengantin Remaja
- 1998 : Kuldesak
- 2002 : Beth
- 2005 : Brownies
- 2008 : Mereka Bilang, Saya Monyet!
- 2013 : Operation Wedding
- 2013 : Cinta Brontosaurus
- 2013 : Merry Go Round
- 2013 : Manusia Setengah Salmon
- 2014 : Marmut Merah Jambu
- 2014 : 7 Misi Rahasia Sophie
- 2014 : Me & You vs The World
- 2015 : Air & Api
- 2015 : Tiger Boy